# 別爾江斯克港
別爾江斯克港是位於烏克蘭扎波羅熱州別爾江斯克的港口，也是該州裡唯一的海港。它與马里乌波尔港一起是烏克蘭的兩個亞速海的港口。
根據《烏克蘭海港法》，該海港由國企烏克蘭海港管理局的別爾江斯克分公司所管理。

## 歷史
1824年，俄帝國陸軍元帥沃龍佐夫命令於別爾江斯克沙嘴興建一座碼頭。不到1835年時，俄方已經開啟了貿易港口。
1924年，港口附近開始興建鐵路以發展該區的基础设施。
1941年，納碎德軍在亞速海之戰中佔領了該港口，苏联红军其後在1943年的下第聶伯河攻勢期間解放了該地區。該港口在戰後被從新興建，成為蘇聯的主要工業城海港之一。
2018年4月，俄罗斯边防军的人員與港口的烏方人員對峙，導致超過100艘烏方船隻被俄政府扣留。

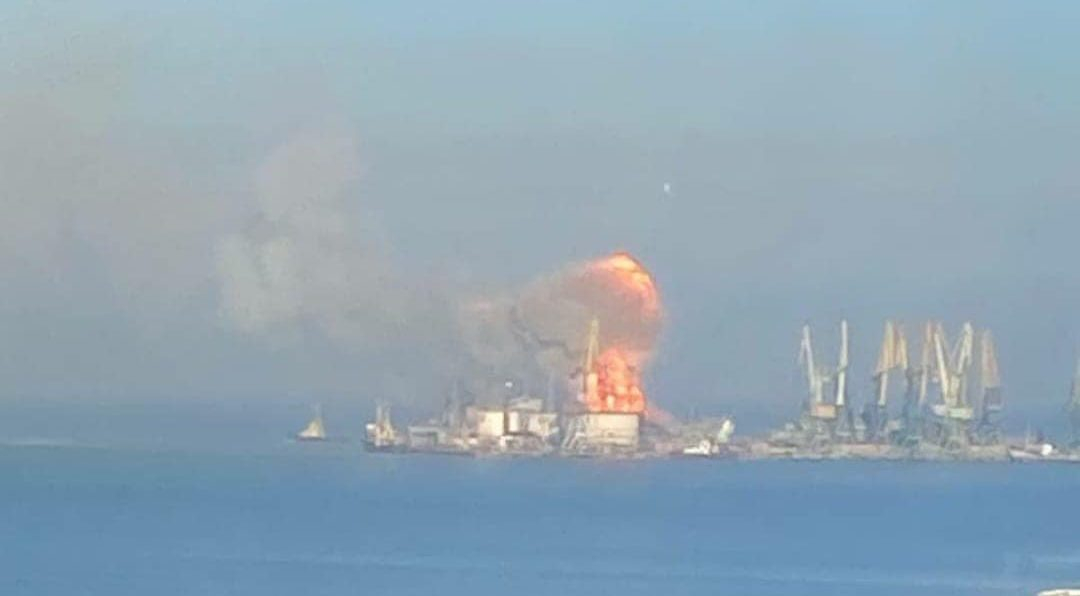
2022年3月24日，俄軍的登陸艦 "薩拉托夫" 號在別爾江斯克港附近被摧毀

2022年2月底，俄軍成功攻下別爾江斯克並其港口。3月初開始，俄方開始使用該港口，包括以輔助马里乌波尔围城战的勢力。3月24日，烏軍發動了別爾江斯克港攻擊，成功擊沉了該港口的數艘俄軍船隻。
截至2023年9月底，該港口仍然為俄方所佔領。